# Brave CF 32
Brave CF 32 (även WEF 16) var en MMA-gala som arrangerades av Brave Combat Federation och World Ertaymash Federation, WEF, och ägde rum 14 december 2019 i Bisjkek, Kirgizistan.  Galan sändes via Fite.tv och BravecfTV.com

## Bakgrund
Huvudmatchen var en welterviktsmatch mellan TUF-veteranen från USA Hayder Hassan och engelsmannen Carl Booth som tidigare tävlat i både Cage Warriors och Superior Challenge.

### Ändringar
Matchen mellan Andreas Ståhl och Akzjol Taabaldiev ställdes in i elfte timmen, på kvällen 13 december svensk tid, när Taabaldiev misslyckats med bantningen och han inte accepterade några av de alternativ som Ståhl och Brave erbjöd honom.

## Resultat
1. ↑   WEF lättviktstitelmatch